# Deitlevsen
Deitlevsen ist eine kleine Ortschaft in der Gemeinde Emmerthal im Landkreis Hameln-Pyrmont in Niedersachsen mit 18 Einwohnern.

## Lage
Deitlevsen liegt mitten im Weserbergland am Rande der Ottensteiner Hochfläche zwischen den Orten Welsede, Lichtenhagen und Lüntorf im Naturpark Weserbergland Schaumburg-Hameln.

## Geschichte
Seit dem 23. Mai 1823 gehörte der Ort zum Amt Hameln. Zu dieser Zeit gab es in Deitlevsen 6 Feuerstellen und gehörte davor zum Jurisdictionsbezirk Aerzen. Im kirchenrechtlichen Sinne war es pfarrlich Hämelschenburg angegliedert.
Deitlevsen wurde 1929 nach Lüntorf eingemeindet. Lüntorf wurde 1973 Teil von Emmerthal.